# Etiuda op. 25 nr 12 (Chopin)

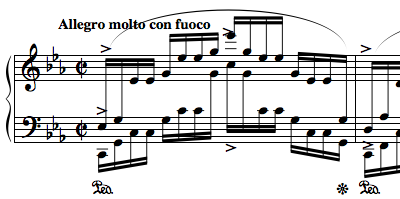
Początek Etiudy

Etiuda c-moll op. 25 nr 12 – dwunasta i ostatnia z drugiego zbioru Etiud Fryderyka Chopina. Została skomponowana na fortepian w latach 1835–1837. Dedykowana hr. Marii d'Agoult, kochance Liszta (à Madame la Comtesse d'Agoult), jak cały opus 25. Nazywana jest Falami oceanu.